# Selzach
Selzach é uma comuna da Suíça, situada no distrito de Lebern, no cantão de Soleura. Tem 19,51 km² de área e sua população em 2018 foi estimada em 3.446 habitantes.